# Copa Entre Ríos 2021-22
La Copa Entre Ríos de Fútbol 2021/22 es la cuarta edición de la Copa Entre Ríos, el torneo de clubes más importante de la provincia homónima.
En el torneo, participaron 44 equipos de las 15 ligas afiliadas a la Federación Entrerriana de Fútbol y otorga 2 cupos para el Torneo Regional Federal Amateur, siendo los cupos para ambos finalistas.

## Equipos participantes
| Zona | Equipo                                                 | Ciudad                 | Estadio                                                         | Liga de origen                     |
| ---- | ------------------------------------------------------ | ---------------------- | --------------------------------------------------------------- | ---------------------------------- |
| 1    | Atlético Neuquen Club                                  | Paraná                 | Luis Renaud                                                     | Liga Paranaense                    |
| 1    | Club Atlético Social y Deportivo Camioneros Entre Ríos | Paraná                 | Dr. Carlos Federik (Don Bosco)                                  | Liga Paranaense                    |
| 1    | Viale Foot Ball Club                                   | Viale                  | Leandro Cecotti                                                 | Liga de Paraná Campaña             |
| 1    | Club Atlético Huracán                                  | Diamante               | Club Atlético Huracán de Diamante                               | Liga Diamantina                    |
| 2    | Club Atlético y Social San Benito                      | San Benito             | Club Atlético y Social San Benito                               | Liga Paranaense                    |
| 2    | Club Defensores de Belgrano                            | Diamante               |                                                                 | Liga Diamantina                    |
| 2    | Club Atlético Diamantino                               | Diamante               |                                                                 | Liga Diamantina                    |
| 2    | Club Atlético Unión                                    | Crespo                 |                                                                 | Liga de Paraná Campaña             |
| 3    | Club Deportivo Unión                                   | San José de Feliciano  |                                                                 | Liga Felicianense                  |
| 3    | Club Atlético Caballú                                  | La Paz                 |                                                                 | Liga Paceña                        |
| 3    | Escuela de Deportes José Carlos Tabares                | San Gustavo            |                                                                 | Liga Paceña                        |
| 3    | Club Atlético San Lorenzo                              | Santa Elena            |                                                                 | Liga Santaelenense                 |
| 4    | Cultural Deportivo y Cultural Aranguren                | Villa Aranguren        |                                                                 | Liga Departamental de Nogoyá       |
| 4    | Agrupación Deportiva Estudiantil Villaguay             | Villaguay              |                                                                 | Liga Villaguayense                 |
| 4    | Club Atlético Unión y Fraternidad                      | San Salvador           |                                                                 | Liga Villaguayense                 |
| 4    | Club Atletico Rosario Tala                             | Rosario Tala           |                                                                 | Liga Regional de Basavilbaso       |
| 5    | Club Central Larroque                                  | Larroque               | Raúl Impini                                                     | Liga Departamental de Gualeguaychú |
| 5    | Club Atlético Gualeguay Central                        | Gualeguay              | Enrique "Quique" Da Dalt Hermanos Romasanta (Sociedad Sportiva) | Liga Departamental de Gualeguay    |
| 5    | Club Gimnasia y Esgrima                                | Concepción del Uruguay | Manuel y Ramón Núñez Simón Luciano Plazaola (Atl. Uruguay)      | Liga de Concepción del Uruguay     |
| 5    | Club Atlético Sarmiento                                | Villaguay              | Antonio Dotti                                                   | Liga Villaguayense                 |
| 6    |                                                        |                        |                                                                 |                                    |
|      |                                                        |                        |                                                                 |                                    |
|      |                                                        |                        |                                                                 |                                    |
|      |                                                        |                        |                                                                 |                                    |
| 7    |                                                        |                        |                                                                 |                                    |
|      |                                                        |                        |                                                                 |                                    |
|      |                                                        |                        |                                                                 |                                    |
|      |                                                        |                        |                                                                 |                                    |
| 8    |                                                        |                        |                                                                 |                                    |
|      |                                                        |                        |                                                                 |                                    |
|      |                                                        |                        |                                                                 |                                    |
|      |                                                        |                        |                                                                 |                                    |
| 9    |                                                        |                        |                                                                 |                                    |
|      |                                                        |                        |                                                                 |                                    |
|      |                                                        |                        |                                                                 |                                    |
|      |                                                        |                        |                                                                 |                                    |
| 10   |                                                        |                        |                                                                 |                                    |
|      |                                                        |                        |                                                                 |                                    |
|      |                                                        |                        |                                                                 |                                    |
|      |                                                        |                        |                                                                 |                                    |
| 11   |                                                        |                        |                                                                 |                                    |
|      |                                                        |                        |                                                                 |                                    |
|      |                                                        |                        |                                                                 |                                    |
|      |                                                        |                        |                                                                 |                                    |

## Etapa clasificatoria
Los participantes se distribuyeron en 11 zonas de 4 equipos cada uno.

### Grupo 1

#### Tabla de posiciones final
| Pos. | Equipo             | Pts. | PJ | PG | PE | PP | GF | GC | Dif. |
| ---- | ------------------ | ---- | -- | -- | -- | -- | -- | -- | ---- |
| 1.º  | Neuquen            | 14   | 6  | 4  | 2  | 0  | 19 | 7  | 12   |
| 2.º  | Viale F.C.         | 13   | 6  | 4  | 1  | 1  | 17 | 10 | 7    |
| 3.º  | Camioneros         | 7    | 6  | 2  | 1  | 3  | 10 | 8  | 2    |
| 4.º  | Huracán (Diamante) | 0    | 6  | 0  | 0  | 6  | 5  | 26 | −21  |

|  | Clasificado a segunda ronda. |

|  |

#### Resultados
| Fecha 1            | Fecha 1   | Fecha 1    | Fecha 1                           | Fecha 1                 |
| Local              | Resultado | Visita     | Estadio                           | Fecha                   |
| ------------------ | --------- | ---------- | --------------------------------- | ----------------------- |
| Neuquen            | 3 - 2     | Viale F.C. | Luis Renaud                       | 19 de diciembre de 2021 |
| Huracán (Diamante) | 0 - 3     | Camioneros | Club Atlético Huracán de Diamante | 19 de diciembre de 2021 |

| Fecha 2            | Fecha 2   | Fecha 2    | Fecha 2                           | Fecha 2                 |
| Local              | Resultado | Visita     | Estadio                           | Fecha                   |
| ------------------ | --------- | ---------- | --------------------------------- | ----------------------- |
| Huracán (Diamante) | 0 - 4     | Viale F.C. | Club Atlético Huracán de Diamante | 26 de diciembre de 2021 |
| Camioneros         | 0 - 0     | Neuquen    | Dr. Carlos Federik                | 26 de diciembre de 2021 |

| Fecha 3    | Fecha 3   | Fecha 3            | Fecha 3         | Fecha 3            |
| Local      | Resultado | Visita             | Estadio         | Fecha              |
| ---------- | --------- | ------------------ | --------------- | ------------------ |
| Neuquen    | 4 - 1     | Huracán (Diamante) | Luis Renaud     | 2 de enero de 2022 |
| Viale F.C. | 4 - 3     | Camioneros         | Leandro Cecotti | 3 de enero de 2022 |

| Fecha 4    | Fecha 4   | Fecha 4            | Fecha 4            | Fecha 4            |
| Local      | Resultado | Visita             | Estadio            | Fecha              |
| ---------- | --------- | ------------------ | ------------------ | ------------------ |
| Viale F.C. | 2 - 2     | Neuquen            | Leandro Cecotti    | 9 de enero de 2022 |
| Camioneros | 3 - 1     | Huracán (Diamante) | Dr. Carlos Federik | 8 de enero de 2022 |

| Fecha 5    | Fecha 5   | Fecha 5            | Fecha 5         | Fecha 5             |
| Local      | Resultado | Visita             | Estadio         | Fecha               |
| ---------- | --------- | ------------------ | --------------- | ------------------- |
| Viale F.C. | 3 - 1     | Huracán (Diamante) | Leandro Cecotti | 15 de enero de 2022 |
| Neuquen    | 1 - 0     | Camioneros         | Luis Renaud     | 16 de enero de 2022 |

| Fecha 6             | Fecha 6   | Fecha 6    | Fecha 6               | Fecha 6             |
| Local               | Resultado | Visita     | Estadio               | Fecha               |
| ------------------- | --------- | ---------- | --------------------- | ------------------- |
| Camioneros          | 1 - 2     | Viale F.C. | Exalumno de Don Bosco | 30 de enero de 2022 |
| Huracán (Diamanete) | 2 - 9     | Neuquen    | Huracán               | 30 de enero de 2022 |

|  |

### Grupo 2

#### Tabla de posiciones final
| Pos. | Equipo             | Pts. | PJ | PG | PE | PP | GF | GC | Dif. |
| ---- | ------------------ | ---- | -- | -- | -- | -- | -- | -- | ---- |
| 1.º  | Cultural de Crespo | 12   | 6  | 3  | 3  | 0  | 7  | 4  | 3    |
| 2.º  | San Benito         | 11   | 6  | 3  | 2  | 1  | 8  | 5  | 3    |
| 3.º  | Def. de Belgrano   | 5    | 6  | 1  | 2  | 3  | 7  | 9  | −2   |
| 4.º  | Atl. Diamantino    | 4    | 6  | 1  | 1  | 4  | 6  | 10 | −4   |

|  | Clasificado a segunda ronda. |

|  |

#### Resultados
| Fecha 1    | Fecha 1   | Fecha 1                | Fecha 1    | Fecha 1                 |
| Local      | Resultado | Visita                 | Estadio    | Fecha                   |
| ---------- | --------- | ---------------------- | ---------- | ----------------------- |
| San Benito | 2 - 2     | Defensores de Belgrano | San Benito | 19 de diciembre de 2021 |
| Cultural   | 2 - 1     | Diamantino             | Cultural   | 20 de diciembre de 2021 |

| Fecha 2                | Fecha 2   | Fecha 2            | Fecha 2    | Fecha 2                 |
| Local                  | Resultado | Visita             | Estadio    | Fecha                   |
| ---------------------- | --------- | ------------------ | ---------- | ----------------------- |
| San Benito             | 1 - 0     | Diamantino         | San Benito | 26 de diciembre de 2021 |
| Defensores de Belgrano | 1 - 1     | Cultural de Crespo | San Benito | 26 de diciembre de 2021 |

| Fecha 3            | Fecha 3   | Fecha 3                | Fecha 3         | Fecha 3            |
| Local              | Resultado | Visita                 | Estadio         | Fecha              |
| ------------------ | --------- | ---------------------- | --------------- | ------------------ |
| Diamantino         | 0 - 3     | Defensores de Belgrano | Club Diamantino | 2 de enero de 2021 |
| Cultural de Crespo | 2 - 1     | San Benito             | Cultural        | 3 de enero de 2021 |

| Fecha 4                | Fecha 4   | Fecha 4            | Fecha 4         | Fecha 4             |
| Local                  | Resultado | Visita             | Estadio         | Fecha               |
| ---------------------- | --------- | ------------------ | --------------- | ------------------- |
| Diamantino             | 1 - 1     | Cultural de Crespo | Club Diamantino | 9 de enero de 2022  |
| Defensores de Belgrano | 0 - 2     | San Benito         | Club Diamantino | 19 de enero de 2022 |

| Fecha 5            | Fecha 5   | Fecha 5                | Fecha 5            | Fecha 5             |
| Local              | Resultado | Visita                 | Estadio            | Fecha               |
| ------------------ | --------- | ---------------------- | ------------------ | ------------------- |
| Diamantino         | 1 - 2     | San Benito             | Club Diamantino    | 14 de enero de 2022 |
| Cultural de Crespo | 1 - 0     | Defensores de Belgrano | Cultural de Crespo | 16 de enero de 2022 |

| Fecha 6                | Fecha 6   | Fecha 6            | Fecha 6                | Fecha 6             |
| Local                  | Resultado | Visita             | Estadio                | Fecha               |
| ---------------------- | --------- | ------------------ | ---------------------- | ------------------- |
| Defensores de Belgrano | 1 - 3     | Diamantino         | Defensores de Belgrano | 30 de enero de 2022 |
| San Benito             | 0 - 0     | Cultural de Crespo | San Benito             | 30 de enero de 2022 |

|  |

### Grupo 3

#### Tabla de posiciones final
| Pos. | Equipo            | Pts. | PJ | PG | PE | PP | GF | GC | Dif. |
| ---- | ----------------- | ---- | -- | -- | -- | -- | -- | -- | ---- |
| 1.º  | San Lorenzo (SE)  | 16   | 6  | 5  | 1  | 0  | 11 | 4  | 7    |
| 2.º  | Caballú           | 8    | 6  | 2  | 2  | 2  | 8  | 8  | 0    |
| 3.º  | Unión (Feliciano) | 5    | 6  | 1  | 2  | 3  | 4  | 10 | −6   |
| 4.º  | Escuela Tabarez   | 4    | 6  | 1  | 1  | 4  | 10 | 11 | −1   |

|  | Clasificado a segunda ronda. |

|  |

#### Resultados
| Fecha 1           | Fecha 1   | Fecha 1         | Fecha 1     | Fecha 1                 |
| Local             | Resultado | Visita          | Estadio     | Fecha                   |
| ----------------- | --------- | --------------- | ----------- | ----------------------- |
| Unión (Feliciano) | 0 - 0     | Caballú         | San Antonio | 19 de diciembre de 2021 |
| San Lorenzo (SE)  | 1 - 0     | Escuela Tabarez | Camba Cua   | 19 de diciembre de 2021 |

| Fecha 2          | Fecha 2   | Fecha 2           | Fecha 2            | Fecha 2                 |
| Local            | Resultado | Visita            | Estadio            | Fecha                   |
| ---------------- | --------- | ----------------- | ------------------ | ----------------------- |
| San Lorenzo (SE) | 2 - 1     | Caballú           | Camba Cua          | 26 de diciembre de 2021 |
| Escuela Tabarez  | 6 - 2     | Unión (Feliciano) | Patronato (La Paz) | 26 de diciembre de 2021 |

| Fecha 3           | Fecha 3   | Fecha 3          | Fecha 3     | Fecha 3            |
| Local             | Resultado | Visita           | Estadio     | Fecha              |
| ----------------- | --------- | ---------------- | ----------- | ------------------ |
| Caballú           | 1 - 0     | Escuela Tabarez  | Patronato   | 2 de enero de 2021 |
| Unión (Feliciano) | 0 - 0     | San Lorenzo (SE) | San Antonio | 2 de enero de 2021 |

| Fecha 4         | Fecha 4   | Fecha 4           | Fecha 4                 | Fecha 4            |
| Local           | Resultado | Visita            | Estadio                 | Fecha              |
| --------------- | --------- | ----------------- | ----------------------- | ------------------ |
| Caballú         | 2 - 0     | Unión (Feliciano) | Patronato (La Paz)      | 9 de enero de 2022 |
| Escuela Tabarez | 1 - 3     | San Lorenzo (SE)  | Polideportivo Eva Perón | 9 de enero de 2022 |

| Fecha 5           | Fecha 5   | Fecha 5          | Fecha 5            | Fecha 5             |
| Local             | Resultado | Visita           | Estadio            | Fecha               |
| ----------------- | --------- | ---------------- | ------------------ | ------------------- |
| Unión (Feliciano) | 2 - 1     | Escuela Tabarez  | San Antonio        | 15 de enero de 2022 |
| Caballú           | 2 - 4     | San Lorenzo (SE) | Patronato (La Paz) | 16 de enero de 2022 |

| Fecha 6          | Fecha 6   | Fecha 6           | Fecha 6         | Fecha 6             |
| Local            | Resultado | Visita            | Estadio         | Fecha               |
| ---------------- | --------- | ----------------- | --------------- | ------------------- |
| San Lorenzo (SE) | 1 - 0     | Unión (Feliciano) | Camba Cuá       | 30 de enero         |
| Escuela Tabarez  | 2 - 2     | Caballú           | Escuela Tabarez | 23 de enero de 2022 |

|  |

### Grupo 4

#### Tabla de posiciones final
| Pos. | Equipo                | Pts. | PJ | PG | PE | PP | GF | GC | Dif. |
| ---- | --------------------- | ---- | -- | -- | -- | -- | -- | -- | ---- |
| 1.º  | Unión y Fraternidad   | 13   | 6  | 4  | 1  | 1  | 12 | 8  | 4    |
| 2.º  | ADEV                  | 11   | 6  | 3  | 2  | 1  | 17 | 10 | 7    |
| 3.º  | Aranguren             | 7    | 6  | 2  | 1  | 3  | 10 | 15 | −5   |
| 4.º  | Atl. Rosario del Tala | 2    | 6  | 0  | 2  | 4  | 9  | 15 | −6   |

|  | Clasificado a segunda ronda. |

|  |

#### Resultados
| Fecha 1             | Fecha 1   | Fecha 1               | Fecha 1             | Fecha 1                 |
| Local               | Resultado | Visita                | Estadio             | Fecha                   |
| ------------------- | --------- | --------------------- | ------------------- | ----------------------- |
| Aranguren           | 2 - 2     | ADEV                  | Cultural            | 19 de diciembre de 2021 |
| Unión y Fraternidad | 2 - 0     | Atl. Rosario del Tala | Unión y Fraternidad | 19 de diciembre de 2021 |

| Fecha 2               | Fecha 2   | Fecha 2   | Fecha 2             | Fecha 2                 |
| Local                 | Resultado | Visita    | Estadio             | Fecha                   |
| --------------------- | --------- | --------- | ------------------- | ----------------------- |
| Unión y Fraternidad   | 1 - 4     | ADEV      | Unión y Fraternidad | 26 de diciembre de 2021 |
| Atl. Rosario del Tala | 0 - 1     | Aranguren | Rafael Osinalde     | 26 de diciembre de 2021 |

| Fecha 3   | Fecha 3   | Fecha 3               | Fecha 3   | Fecha 3            |
| Local     | Resultado | Visita                | Estadio   | Fecha              |
| --------- | --------- | --------------------- | --------- | ------------------ |
| ADEV      | 3 - 3     | Atl. Rosario del Tala | ADEV      | 2 de enero de 2021 |
| Aranguren | 2 - 3     | Unión y Fraternidad   | Aranguren | 2 de enero de 2021 |

| Fecha 4                   | Fecha 4   | Fecha 4             | Fecha 4         | Fecha 4            |
| Local                     | Resultado | Visita              | Estadio         | Fecha              |
| ------------------------- | --------- | ------------------- | --------------- | ------------------ |
| ADEV                      | 4 - 0     | Aranguren           | ADEV            | 9 de enero de 2022 |
| Atlético Rosario del Tala | 1 - 1     | Unión y Fraternidad | Rafael Osinalde | 9 de enero de 2022 |

| Fecha 5   | Fecha 5   | Fecha 5                   | Fecha 5   | Fecha 5             |
| Local     | Resultado | Visita                    | Estadio   | Fecha               |
| --------- | --------- | ------------------------- | --------- | ------------------- |
| ADEV      | 0 - 2     | Unión y Fraternidad       | ADEV      | 19 de enero de 2022 |
| Aranguren | 4 - 3     | Atlético Rosario del Tala | Aranguren | 16 de enero de 2022 |

| Fecha 6                   | Fecha 6   | Fecha 6   | Fecha 6             | Fecha 6             |
| Local                     | Resultado | Visita    | Estadio             | Fecha               |
| ------------------------- | --------- | --------- | ------------------- | ------------------- |
| Atlético Rosario del Tala | 2 - 4     | ADEV      | Rafael Osinalde     | 23 de enero de 2022 |
| Unión y Fraternidad       | 3 - 1     | Aranguren | Unión y Fraternidad | 23 de enero de 2022 |

|  |

### Grupo 5

#### Tabla de posiciones final
| Pos. | Equipo            | Pts. | PJ | PG | PE | PP | GF | GC | Dif. |
| ---- | ----------------- | ---- | -- | -- | -- | -- | -- | -- | ---- |
| 1.º  | Gimnasia (CdU)    | 15   | 6  | 5  | 0  | 1  | 21 | 9  | 12   |
| 2.º  | Central Larroque  | 13   | 6  | 4  | 1  | 1  | 10 | 4  | 6    |
| 3.º  | Sarmiento         | 6    | 6  | 2  | 0  | 4  | 9  | 17 | −8   |
| 4.º  | Gualeguay Central | 1    | 6  | 0  | 1  | 5  | 8  | 18 | −10  |

|  | Clasificado a segunda ronda. |

|  |

#### Resultados
| Fecha 1           | Fecha 1   | Fecha 1        | Fecha 1            | Fecha 1                 |
| Local             | Resultado | Visita         | Estadio            | Fecha                   |
| ----------------- | --------- | -------------- | ------------------ | ----------------------- |
| Central Larroque  | 2 - 0     | Sarmiento      | Raúl Impini        | 19 de diciembre de 2021 |
| Gualeguay Central | 2 - 3     | Gimnasia (CdU) | Hermanos Romasanta | 19 de diciembre de 2021 |

| Fecha 2           | Fecha 2   | Fecha 2          | Fecha 2                  | Fecha 2                 |
| Local             | Resultado | Visita           | Estadio                  | Fecha                   |
| ----------------- | --------- | ---------------- | ------------------------ | ----------------------- |
| Gualeguay Central | 1 - 2     | Sarmiento        | Enrique "Quique" Da Dalt | 26 de diciembre de 2021 |
| Gimnasia (CdU)    | 1 - 0     | Central Larroque | Manuel y Ramón Núñez     | 27 de diciembre de 2021 |

| Fecha 3          | Fecha 3   | Fecha 3           | Fecha 3       | Fecha 3            |
| Local            | Resultado | Visita            | Estadio       | Fecha              |
| ---------------- | --------- | ----------------- | ------------- | ------------------ |
| Sarmiento        | 1 - 4     | Gimnasia (CdU)    | Antonio Dotti | 2 de enero de 2022 |
| Central Larroque | 3 - 0     | Gualeguay Central | Raúl Impini   | 2 de enero de 2022 |

| Fecha 4        | Fecha 4   | Fecha 4           | Fecha 4              | Fecha 4            |
| Local          | Resultado | Visita            | Estadio              | Fecha              |
| -------------- | --------- | ----------------- | -------------------- | ------------------ |
| Gimnasia (CdU) | 5 - 3     | Gualeguay Central | Manuel y Ramón Núñez | 7 de enero de 2022 |
| Sarmiento      | 1 - 2     | Central Larroque  | Antonio Dotti        | 8 de enero de 2022 |

| Fecha 5          | Fecha 5   | Fecha 5           | Fecha 5       | Fecha 5             |
| Local            | Resultado | Visita            | Estadio       | Fecha               |
| ---------------- | --------- | ----------------- | ------------- | ------------------- |
| Sarmiento        | 4 - 1     | Gualeguay Central | Antonio Dotti | 14 de enero de 2022 |
| Central Larroque | 2 - 1     | Gimnasia (CdU)    | Raúl Impini   | 15 de enero de 2022 |

| Fecha 6           | Fecha 6   | Fecha 6          | Fecha 6                  | Fecha 6             |
| Local             | Resultado | Visita           | Estadio                  | Fecha               |
| ----------------- | --------- | ---------------- | ------------------------ | ------------------- |
| Gualeguay Central | 1 - 1     | Central Larroque | Enrique "Quique" Da Dalt | 30 de enero de 2022 |
| Gimnasia (CdU)    | 7 - 1     | Sarmiento        | Simón Luciano Plazaola   | 30 de enero de 2022 |

|  |

### Grupo 6

#### Tabla de posiciones final
| Pos. | Equipo             | Pts. | PJ | PG | PE | PP | GF | GC | Dif. |
| ---- | ------------------ | ---- | -- | -- | -- | -- | -- | -- | ---- |
| 1.º  | Dep. Urdinarrain   | 12   | 6  | 4  | 0  | 2  | 12 | 7  | 5    |
| 2.º  | Santa Rosa (Colón) | 10   | 6  | 3  | 1  | 2  | 11 | 8  | 3    |
| 3.º  | Juv. Urdinarrain   | 10   | 6  | 3  | 1  | 2  | 11 | 10 | 1    |
| 4.º  | Sociedad Sportiva  | 2    | 6  | 0  | 2  | 4  | 6  | 15 | −9   |

|  | Clasificado a segunda ronda. |

|  |

#### Resultados
| Fecha 1              | Fecha 1   | Fecha 1               | Fecha 1              | Fecha 1                 |
| Local                | Resultado | Visita                | Estadio              | Fecha                   |
| -------------------- | --------- | --------------------- | -------------------- | ----------------------- |
| Juventud Urdinarrain | 1 - 2     | Santa Rosa (Colón)    | Juventud Urdinarrain | 19 de diciembre de 2021 |
| Sociedad Sportiva    | 0 -1      | Deportivo Urdinarrain | Sociedad Sportiva    | 19 de diciembre de 2021 |

| Fecha 2               | Fecha 2   | Fecha 2              | Fecha 2           | Fecha 2                 |
| Local                 | Resultado | Visita               | Estadio           | Fecha                   |
| --------------------- | --------- | -------------------- | ----------------- | ----------------------- |
| Sociedad Sportiva     | 1 - 1     | Santa Rosa (Colón)   | Gualeguay Central | 26 de diciembre de 2021 |
| Deportivo Urdinarrain | 2 - 3     | Juventud Urdinarrain | Teodoro Treisse   | 26 de diciembre de 2021 |

| Fecha 3              | Fecha 3   | Fecha 3               | Fecha 3       | Fecha 3            |
| Local                | Resultado | Visita                | Estadio       | Fecha              |
| -------------------- | --------- | --------------------- | ------------- | ------------------ |
| Santa Rosa (Colón)   | 2 - 3     | Deportivo Urdinarrain | Juan Hermosid | 2 de enero de 2021 |
| Juventud Urdinarrain | 3 - 1     | Sociedad Sportiva     | Jorge Stauber | 2 de enero de 2021 |

| Fecha 4               | Fecha 4   | Fecha 4              | Fecha 4         | Fecha 4            |
| Local                 | Resultado | Visita               | Estadio         | Fecha              |
| --------------------- | --------- | -------------------- | --------------- | ------------------ |
| Deportivo Urdinarrain | 3 - 0     | Sociedad Sportiva    | Teodoro Treisse | 9 de enero de 2022 |
| Santa Rosa (Colón)    | 0 - 1     | Juventud Urdinarrain | Juan Hermosid   | 9 de enero de 2022 |

| Fecha 5              | Fecha 5   | Fecha 5               | Fecha 5            | Fecha 5             |
| Local                | Resultado | Visita                | Estadio            | Fecha               |
| -------------------- | --------- | --------------------- | ------------------ | ------------------- |
| Santa Rosa (Colón)   | 4 - 1     | Sociedad Sportiva     | Juan Hermosid      | 16 de enero de 2022 |
| Juventud Urdinarrain | 0 - 2     | Deportivo Urdinarrain | Juan Jorge Stauber | 16 de enero de 2022 |

| Fecha 6               | Fecha 6   | Fecha 6              | Fecha 6         | Fecha 6             |
| Local                 | Resultado | Visita               | Estadio         | Fecha               |
| --------------------- | --------- | -------------------- | --------------- | ------------------- |
| Deportivo Urdinarrain | 1 - 2     | Santa Rosa (Colón)   | Teodoro Treisse | 30 de enero de 2022 |
| Sociedad Sportiva     | 3 - 3     | Juventud Urdinarrain | Hnos Romasanta  | 30 de enero de 2022 |

|  |

### Grupo 7

#### Tabla de posiciones final
| Pos. | Equipo                | Pts. | PJ | PG | PE | PP | GF | GC | Dif. |
| ---- | --------------------- | ---- | -- | -- | -- | -- | -- | -- | ---- |
| 1.º  | Ferrocarril (Cdia)    | 13   | 6  | 4  | 1  | 1  | 11 | 7  | 4    |
| 2.º  | Def. del Barrio Nebel | 9    | 5  | 3  | 0  | 2  | 7  | 6  | 1    |
| 3.º  | Escuela Dieguito      | 7    | 6  | 2  | 1  | 3  | 6  | 9  | −3   |
| 4.º  | Tiro Federal          | 6    | 6  | 2  | 0  | 4  | 8  | 10 | −2   |

|  | Clasificado a segunda ronda. |

|  |

#### Resultados
| Fecha 1                     | Fecha 1   | Fecha 1            | Fecha 1    | Fecha 1                 |
| Local                       | Resultado | Visita             | Estadio    | Fecha                   |
| --------------------------- | --------- | ------------------ | ---------- | ----------------------- |
| Escuela Dieguito            | 2 - 2     | Ferrocarril (Cdia) | Las Flores | 18 de diciembre de 2021 |
| Defensores del Barrio Nebel | 1 - 0     | Tiro Federal       | Nebel      | 19 de diciembre de 2021 |

| Fecha 2            | Fecha 2   | Fecha 2                     | Fecha 2    | Fecha 2                 |
| Local              | Resultado | Visita                      | Estadio    | Fecha                   |
| ------------------ | --------- | --------------------------- | ---------- | ----------------------- |
| Escuela Dieguito   | 2 - 1     | Tiro Federal                | Las Flores | 26 de diciembre de 2021 |
| Ferrocarril (Cdia) | 2 - 1     | Defensores del Barrio Nebel | Libertad   | 26 de diciembre de 2021 |

| Fecha 3                     | Fecha 3   | Fecha 3            | Fecha 3                     | Fecha 3            |
| Local                       | Resultado | Visita             | Estadio                     | Fecha              |
| --------------------------- | --------- | ------------------ | --------------------------- | ------------------ |
| Tiro Federal                | 1 - 3     | Ferrocarril (Cdia) | Tiro Federal                | 2 de enero de 2021 |
| Defensores del Barrio Nebel | 0 - 1     | Escuela Dieguito   | Defensores del Barrio Nebel | 2 de enero de 2021 |

| Fecha 4            | Fecha 4   | Fecha 4                     | Fecha 4      | Fecha 4            |
| Local              | Resultado | Visita                      | Estadio      | Fecha              |
| ------------------ | --------- | --------------------------- | ------------ | ------------------ |
| Ferrocarril (Cdia) | 1 - 0     | Escuela Dieguito            | Libertad     | 9 de enero de 2022 |
| Tiro Federal       | 1 - 2     | Defensores del Barrio Nebel | Tiro Federal | 9 de enero de 2022 |

| Fecha 5                     | Fecha 5   | Fecha 5            | Fecha 5                     | Fecha 5             |
| Local                       | Resultado | Visita             | Estadio                     | Fecha               |
| --------------------------- | --------- | ------------------ | --------------------------- | ------------------- |
| Tiro Federal                | 2 - 0     | Escuela Dieguito   | Tiro Federal                | 16 de enero de 2022 |
| Defensores del Barrio Nebel | 0 - 1     | Ferrocarril (Cdia) | Defensores del Barrio Nebel | 16 de enero de 2022 |

| Fecha 6            | Fecha 6   | Fecha 6                     | Fecha 6    | Fecha 6             |
| Local              | Resultado | Visita                      | Estadio    | Fecha               |
| ------------------ | --------- | --------------------------- | ---------- | ------------------- |
| Ferrocarril (Cdia) | 2 - 3     | Tiro Federal (Chajarí)      | Libertad   | 21 de enero de 2022 |
| Escuela Dieguito   | 1 - 3     | Defensores del Barrio Nebel | Las Flores | 21 de enero de 2022 |

|  |

### Grupo 8

#### Tabla de posiciones final
| Pos. | Equipo             | Pts. | PJ | PG | PE | PP | GF | GC | Dif. |
| ---- | ------------------ | ---- | -- | -- | -- | -- | -- | -- | ---- |
| 1.º  | Unión Villa Jardin | 15   | 6  | 5  | 0  | 1  | 17 | 5  | 12   |
| 2.º  | CAVE               | 12   | 6  | 4  | 0  | 2  | 10 | 8  | 2    |
| 3.º  | Almagro (CdU)      | 4    | 6  | 1  | 1  | 4  | 10 | 19 | −9   |
| 4.º  | María Auxiliadora  | 4    | 6  | 1  | 1  | 4  | 6  | 11 | −5   |

|  | Clasificado a segunda ronda. |

|  |

#### Resultados
| Fecha 1            | Fecha 1   | Fecha 1           | Fecha 1        | Fecha 1                 |
| Local              | Resultado | Visita            | Estadio        | Fecha                   |
| ------------------ | --------- | ----------------- | -------------- | ----------------------- |
| Almagro (CdU)      | 1 - 2     | CAVE              | Simón Plazaola | 19 de diciembre de 2021 |
| Unión Villa Jardin | 0 - 1     | María Auxiliadora | Victoria       | 19 de diciembre de 2021 |

| Fecha 2            | Fecha 2   | Fecha 2       | Fecha 2           | Fecha 2                 |
| Local              | Resultado | Visita        | Estadio           | Fecha                   |
| ------------------ | --------- | ------------- | ----------------- | ----------------------- |
| Unión Villa Jardin | 2 - 1     | CAVE          | Victoria          | 26 de diciembre de 2021 |
| María Auxiliadora  | 1 - 1     | Almagro (CdU) | María Auxiliadora | 26 de diciembre de 2021 |

| Fecha 3       | Fecha 3   | Fecha 3            | Fecha 3          | Fecha 3            |
| Local         | Resultado | Visita             | Estadio          | Fecha              |
| ------------- | --------- | ------------------ | ---------------- | ------------------ |
| CAVE          | 2 - 1     | María Auxiliadora  | 2 de Junio       | 2 de enero de 2021 |
| Almagro (CdU) | 0 - 2     | Unión Villa Jardin | Atlético Uruguay | 2 de enero de 2021 |

| Fecha 4           | Fecha 4   | Fecha 4            | Fecha 4           | Fecha 4            |
| Local             | Resultado | Visita             | Estadio           | Fecha              |
| ----------------- | --------- | ------------------ | ----------------- | ------------------ |
| CAVE              | 3 - 2     | Almagro (CdU)      | 2 de Junio        | 8 de enero de 2022 |
| María Auxiliadora | 0 - 3     | Unión Villa Jardín | María Auxiliadora | 9 de enero de 2022 |

| Fecha 5       | Fecha 5   | Fecha 5            | Fecha 5          | Fecha 5             |
| Local         | Resultado | Visita             | Estadio          | Fecha               |
| ------------- | --------- | ------------------ | ---------------- | ------------------- |
| Almagro (CdU) | 3 - 2     | María Auxiliadora  | Atlético Uruguay | 14 de enero de 2022 |
| CAVE          | 0 - 1     | Unión Villa Jardín | 2 de Junio       | 16 de enero de 2022 |

| Fecha 6            | Fecha 6   | Fecha 6       | Fecha 6                     | Fecha 6              |
| Local              | Resultado | Visita        | Estadio                     | Fecha                |
| ------------------ | --------- | ------------- | --------------------------- | -------------------- |
| María Auxiliadora  | 1 - 2     | CAVE          | María Auxiliadora           | 24 de enero de 2022  |
| Unión Villa Jardín | 9 - 3     | Almagro (CdU) | Defensores del Barrio Nebel | 1 de febrero de 2022 |

|  |

### Grupo 9

#### Tabla de posiciones final
| Pos. | Equipo                 | Pts. | PJ | PG | PE | PP | GF | GC | Dif. |
| ---- | ---------------------- | ---- | -- | -- | -- | -- | -- | -- | ---- |
| 1.º  | Atl. Maciá             | 13   | 6  | 4  | 1  | 1  | 13 | 4  | 9    |
| 2.º  | Martín Fierro          | 7    | 6  | 1  | 4  | 1  | 8  | 8  | 0    |
| 3.º  | Def. del Oeste         | 7    | 6  | 2  | 1  | 3  | 9  | 12 | −3   |
| 4.º  | El Porvenir (Victoria) | 5    | 6  | 1  | 2  | 3  | 6  | 12 | −6   |

|  | Clasificado a segunda ronda. |

|  |

#### Resultados
| Fecha 1              | Fecha 1   | Fecha 1                | Fecha 1              | Fecha 1                 |
| Local                | Resultado | Visita                 | Estadio              | Fecha                   |
| -------------------- | --------- | ---------------------- | -------------------- | ----------------------- |
| Martín Fierro        | 1 - 1     | El Porvenir (Victoria) | Martín Fierro        | 19 de diciembre de 2021 |
| Defensores del Oeste | 2 - 3     | Atlético Maciá         | Defensores del Oeste | 19 de diciembre de 2021 |

| Fecha 2              | Fecha 2   | Fecha 2                | Fecha 2              | Fecha 2                 |
| Local                | Resultado | Visita                 | Estadio              | Fecha                   |
| -------------------- | --------- | ---------------------- | -------------------- | ----------------------- |
| Atlético Maciá       | 0 - 0     | Martín Fierro          | O. Rebora Maciá      | 26 de diciembre de 2021 |
| Defensores del Oeste | 0 - 1     | El Porvenir (Victoria) | Defensores del Oeste | 28 de diciembre de 2021 |

| Fecha 3                | Fecha 3   | Fecha 3              | Fecha 3       | Fecha 3            |
| Local                  | Resultado | Visita               | Estadio       | Fecha              |
| ---------------------- | --------- | -------------------- | ------------- | ------------------ |
| El Porvenir (Victoria) | 1 - 3     | Atlético Maciá       | El Porvenir   | 2 de enero de 2022 |
| Martín Fierro          | 3 - 3     | Defensores del Oeste | Martín Fierro | 2 de enero de 2022 |

| Fecha 4                | Fecha 4   | Fecha 4              | Fecha 4              | Fecha 4            |
| Local                  | Resultado | Visita               | Estadio              | Fecha              |
| ---------------------- | --------- | -------------------- | -------------------- | ------------------ |
| El Porvenir (Victoria) | 2 - 2     | Martín Fierro        | El Porvenir          | 9 de enero de 2022 |
| Atlético Maciá         | 3 - 0     | Defensores del Oeste | Oscar Orlando Rebota | 9 de enero de 2022 |

| Fecha 5                | Fecha 5   | Fecha 5              | Fecha 5       | Fecha 5             |
| Local                  | Resultado | Visita               | Estadio       | Fecha               |
| ---------------------- | --------- | -------------------- | ------------- | ------------------- |
| El Porvenir (Victoria) | 1 - 2     | Defensores del Oeste | El Porvenir   | 14 de enero de 2022 |
| Martín Fierro          | 1 - 0     | Atlético Maciá       | Jeanot Sueyro | 16 de enero de 2022 |

| Fecha 6              | Fecha 6   | Fecha 6                | Fecha 6              | Fecha 6             |
| Local                | Resultado | Visita                 | Estadio              | Fecha               |
| -------------------- | --------- | ---------------------- | -------------------- | ------------------- |
| Atlético Maciá       | 4 - 0     | El Porvenir (Victoria) | Orlando Rebora       | 30 de enero de 2022 |
| Defensores del Oeste | 2 - 1     | Martín Fierro          | Defensores del Oeste | 30 de enero de 2022 |

|  |

### Grupo 10

#### Tabla de posiciones final
| Pos. | Equipo                | Pts. | PJ | PG | PE | PP | GF | GC | Dif. |
| ---- | --------------------- | ---- | -- | -- | -- | -- | -- | -- | ---- |
| 1.º  | Huracán (Victoria)    | 12   | 6  | 3  | 3  | 0  | 12 | 0  | 12   |
| 2.º  | 25 de mayo (Victoria) | 9    | 6  | 2  | 3  | 1  | 8  | 5  | 3    |
| 3.º  | Ramsar Jr.            | 7    | 6  | 2  | 1  | 3  | 10 | 13 | −3   |
| 4.º  | Peñarol (Paraná)      | 4    | 6  | 1  | 1  | 4  | 5  | 17 | −12  |

|  | Clasificado a segunda ronda. |

|  |

#### Resultados
| Fecha 1        | Fecha 1   | Fecha 1            | Fecha 1        | Fecha 1                 |
| Local          | Resultado | Visita             | Estadio        | Fecha                   |
| -------------- | --------- | ------------------ | -------------- | ----------------------- |
| 25 de mayo     | 2 - 0     | Peñarol (Paraná)   | 25 de mayo     | 19 de diciembre de 2021 |
| Ramsar Juniors | 0 - 1     | Huracán (Victoria) | Ramsar Juniors | 19 de diciembre de 2021 |

| Fecha 2            | Fecha 2   | Fecha 2          | Fecha 2        | Fecha 2                 |
| Local              | Resultado | Visita           | Estadio        | Fecha                   |
| ------------------ | --------- | ---------------- | -------------- | ----------------------- |
| Huracán (Victoria) | 0 - 0     | 25 de Mayo       | 25 de Mayo     | 26 de diciembre de 2021 |
| Ramsar Juniors     | 2 - 3     | Peñarol (Paraná) | Ramsar Juniors | 26 de diciembre de 2021 |

| Fecha 3          | Fecha 3   | Fecha 3            | Fecha 3    | Fecha 3            |
| Local            | Resultado | Visita             | Estadio    | Fecha              |
| ---------------- | --------- | ------------------ | ---------- | ------------------ |
| Peñarol (Paraná) | 0 - 0     | Huracán (Victoria) | Peñarol    | 2 de enero de 2021 |
| 25 de Mayo       | 3 - 4     | Ramsar Juniors     | 25 de Mayo | 2 de enero de 2021 |

| Fecha 4            | Fecha 4   | Fecha 4        | Fecha 4            | Fecha 4            |
| Local              | Resultado | Visita         | Estadio            | Fecha              |
| ------------------ | --------- | -------------- | ------------------ | ------------------ |
| Peñarol (Paraná)   | 0 - 2     | 25 de mayo     | Peñarol            | 9 de enero de 2022 |
| Huracán (Victoria) | 3 - 0     | Ramsar Juniors | Huracán (Victoria) | 9 de enero de 2022 |

| Fecha 5          | Fecha 5   | Fecha 5            | Fecha 5          | Fecha 5             |
| Local            | Resultado | Visita             | Estadio          | Fecha               |
| ---------------- | --------- | ------------------ | ---------------- | ------------------- |
| Peñarol (Paraná) | 2 - 3     | Ramsar Juniors     | Peñarol (Paraná) | 16 de enero de 2022 |
| 25 de Mayo       | 0 - 0     | Huracán (Victoria) | 25 de Mayo       | 17 de enero de 2022 |

| Fecha 6            | Fecha 6   | Fecha 6          | Fecha 6            | Fecha 6             |
| Local              | Resultado | Visita           | Estadio            | Fecha               |
| ------------------ | --------- | ---------------- | ------------------ | ------------------- |
| Huracán (Victoria) | 8 - 0     | Peñarol (Paraná) | Huracán (Victoria) | 30 de enero de 2022 |
| Ramsar Juniors     | 1 - 1     | 25 de Mayo       | Ramsar Juniors     | 30 de enero de 2022 |

| 1. |

### Grupo 11

#### Tabla de posiciones final
| Pos. | Equipo              | Pts. | PJ | PG | PE | PP | GF | GC | Dif. |
| ---- | ------------------- | ---- | -- | -- | -- | -- | -- | -- | ---- |
| 1.º  | Barrio Congo        | 15   | 6  | 5  | 0  | 1  | 10 | 4  | 6    |
| 2.º  | Dep. Bovril         | 9    | 6  | 3  | 0  | 3  | 9  | 7  | 2    |
| 3.º  | Malvinas Argentinas | 7    | 6  | 2  | 1  | 3  | 10 | 12 | −2   |
| 4.º  | Las Delicias        | 4    | 6  | 1  | 1  | 4  | 8  | 14 | −6   |

|  | Clasificado a segunda ronda. |

|  |

#### Resultados
| Fecha 1      | Fecha 1   | Fecha 1          | Fecha 1    | Fecha 1                 |
| Local        | Resultado | Visita           | Estadio    | Fecha                   |
| ------------ | --------- | ---------------- | ---------- | ----------------------- |
| Barrio Congo | 2 - 1     | Las Delicias     | Camba Cua  | 18 de diciembre de 2021 |
| Las Malvinas | 0 - 1     | Deportivo Bovril | Las Flores | 19 de diciembre de 2021 |

| Fecha 2          | Fecha 2   | Fecha 2      | Fecha 2        | Fecha 2                 |
| Local            | Resultado | Visita       | Estadio        | Fecha                   |
| ---------------- | --------- | ------------ | -------------- | ----------------------- |
| Las Delicias     | 2 - 2     | Las Malvinas | Las Flores     | 25 de diciembre de 2021 |
| Deportivo Bovril | 0 - 1     | Barrio Congo | Antonio Boleas | 26 de diciembre de 2021 |

| Fecha 3          | Fecha 3   | Fecha 3      | Fecha 3        | Fecha 3            |
| Local            | Resultado | Visita       | Estadio        | Fecha              |
| ---------------- | --------- | ------------ | -------------- | ------------------ |
| Deportivo Bovril | 2 - 3     | Las Delicias | Antonio Boleas | 2 de enero de 2021 |
| Las Malvinas     | 0 - 3     | Barrio Congo | Las Flores     | 2 de enero de 2021 |

| Fecha 4          | Fecha 4   | Fecha 4      | Fecha 4        | Fecha 4            |
| Local            | Resultado | Visita       | Estadio        | Fecha              |
| ---------------- | --------- | ------------ | -------------- | ------------------ |
| Las Delicias     | 0 - 1     | Barrio Congo | Las Flores     | 8 de enero de 2022 |
| Deportivo Bovril | 1 - 3     | Las Malvinas | Antonio Boleas | 9 de enero de 2022 |

| Fecha 5      | Fecha 5   | Fecha 5          | Fecha 5                   | Fecha 5             |
| Local        | Resultado | Visita           | Estadio                   | Fecha               |
| ------------ | --------- | ---------------- | ------------------------- | ------------------- |
| Las Malvinas | 3 - 2     | Las Delicias     | Las Flores                | 15 de enero de 2022 |
| Barrio Congo | 0 - 1     | Deportivo Bovril | Polideportivo San Gustavo | 20 de enero         |

| Fecha 6      | Fecha 6   | Fecha 6          | Fecha 6                   | Fecha 6             |
| Local        | Resultado | Visita           | Estadio                   | Fecha               |
| ------------ | --------- | ---------------- | ------------------------- | ------------------- |
| Las Delicias | 0 - 4     | Deportivo Bovril | Las Flores                | 22 de enero de 2022 |
| Barrio Congo | 3 - 2     | Las Malvinas     | Polideportivo San Gustavo | 22 de enero de 2022 |

|  |

### Tabla general de clasificados
| Pos. | Equipo                          | Pts. | PJ | PG | PE | PP | GF | GC | Dif | GFV |
| ---- | ------------------------------- | ---- | -- | -- | -- | -- | -- | -- | --- | --- |
| 1    | San Lorenzo (SE)                | 16   | 6  | 5  | 1  | 0  | 11 | 4  | 7   | 7   |
| 2    | Gimnasia (CdU)                  | 15   | 6  | 5  | 0  | 1  | 21 | 9  | 12  | 8   |
| 3    | Unión Villa Jardín (Cdia)       | 15   | 6  | 5  | 0  | 1  | 17 | 5  | 12  | 6   |
| 4    | Barrio Congo (LP)               | 15   | 6  | 5  | 0  | 1  | 10 | 4  | 6   | 5   |
| 5    | Neuquen (P)                     | 14   | 6  | 4  | 2  | 0  | 19 | 7  | 12  | 11  |
| 6    | Atl. Maciá                      | 13   | 6  | 4  | 1  | 1  | 13 | 4  | 9   | 6   |
| 7    | Unión y Fraternidad (Villaguay) | 13   | 6  | 4  | 1  | 1  | 12 | 8  | 4   | 6   |
| 8    | Ferrocarril (Cdia)              | 13   | 6  | 4  | 1  | 1  | 11 | 7  | 4   | 6   |
| 9    | Huracán (Victoria)              | 12   | 6  | 3  | 3  | 0  | 12 | 0  | 12  | 1   |
| 10   | Dep. Urdinarrain                | 12   | 6  | 4  | 0  | 2  | 12 | 7  | 5   | 6   |
| 11   | Cultural de Crespo              | 12   | 6  | 3  | 3  | 0  | 7  | 4  | 3   | 2   |
| 12   | Viale F.C.                      | 13   | 6  | 4  | 1  | 1  | 17 | 10 | 7   | 8   |
| 13   | Central Larroque                | 13   | 6  | 4  | 1  | 1  | 10 | 4  | 6   | 3   |
| 14   | CAVE (Colón)                    | 12   | 6  | 5  | 0  | 1  | 10 | 8  | 2   | 5   |
| 15   | ADEV (Villaguay)                | 11   | 6  | 3  | 2  | 1  | 17 | 10 | 7   | 10  |
| 16   | San Benito (P)                  | 11   | 6  | 3  | 2  | 1  | 8  | 5  | 3   | 5   |